# British Columbia Highway 1A
Der Highway 1A in der kanadischen Provinz British Columbia besteht aus ehemaligen Teilstücken des Highway 1. Diese wurden nach dem Neubau verschiedener Abschnitte (meist als Freeway zur Ortsumfahrung) als Highway 1A umgezeichnet, die Route hat eine Länge von insgesamt 84 km. In der Vergangenheit waren noch weitere ehemalige Teilstücke von Highway 1 als Highway 1A geführt, diese wurden jedoch in den letzten Jahren im Straßensystem herabgestuft.
Das westlichste Teilstück mit einer Länge von 18 km liegt auf Vancouver Island. Westlich von Crofton zweigt die Route ab und führt durch Crofton und Chemainus. Südlich von Ladysmith mündet Highway 1A wieder in Highway 1.
Der sogenannte Fraser Highway stellt das mittlere Teilstück dar. Auf einer Strecke von 38 km führt es in südwestlicher Richtung durch Surrey, kreuzt die Highways 15, 10 und 13. Er endet am Highway 1 westlich von Abbotsford.
Durch Chilliwack führt der östlichste Abschnitt dieses Highways, die Old Yale Road. Ursprünglich führte Highway 1 durch die Stadt, es wurde jedoch eine autobahnmäßige Ortsumfahrung gebaut, seither sind die 28 km der ursprünglichen Strecke als Highway 1A ausgezeichnet. Er endet östlich der Stadt an Highway 9.